# Extradición
La extradición es el procedimiento judicial (penal-administrativo) por el cual una persona acusada o condenada por un delito conforme a la ley de un Estado es detenida en otro Estado y devuelta al primero para ser enjuiciada o para que cumpla la pena ya impuesta. La palabra proviene del latín ex que significa "afuera" y traditio que significa "transmisión".
Si bien existe una cooperación internacional muy activa para la represión de los delitos, continúa existiendo la regla de que un Estado está obligado a conceder la extradición de un delincuente extranjero, solamente si existe tratado internacional con el Estado requirente o Convención Internacional sobre extradición, de la que ambos estados sean firmantes.
Cuando no hay tratado o convención internacional, el Estado requerido está facultado para acordar la extradición, pero no está obligado a concederla. Sin embargo la obligación señalada no es absoluta pues siempre el estado requerido conserva la facultad soberana de no conceder la ex-tradición si de acuerdo a su legislación interna no se cumplen los requisitos establecidos para tal efecto.

## Requisitos
En la mayor parte de los tratados de extradición se requiere que el Estado que la pide demuestre la existencia de causa para enjuiciar o castigar al requerido; que el delito imputado se haya tipificado como tal tanto en la legislación penal del Estado requerido como en la del Estado requirente.

## Clasificación
Activa y pasiva.
La extradición de los nacionales
La extradición, en la mayor parte de los tratados en vigor experimenta ciertas limitaciones, Una de ellas y tal vez la de mayor relevancia, es la de la nacionalidad de la persona requerida.
Por regla general, la mayoría de los Estados niegan la extradición de sus propios nacionales, algunos que se han mostrado dispuestos a acordar la extradición de sus propios nacionales, a saber: México, Reino Unido, Estados Unidos, Argentina, Chile, República Dominicana, Uruguay y Colombia. 
En cuanto al derecho internacional se establece la obligación de extraditar; pero cuando se trata de nacionales del Estado requerido la entrega se torna facultativa, queda a juicio del Estado, pero con la obligación subsidiaria, que en el caso de que no se entregue, se enjuicie al nacional delincuente y comunicar el fallo al Estado requeriente.

## Extradición en España
En España, la extradición es un procedimiento judicial regulado por la legislación nacional y los tratados internacionales suscritos. La solicitud puede ser concedida o denegada tras un análisis de requisitos como la existencia de tratados en vigor, la doble incriminación (que el hecho sea delito en ambos países), la prescripción, la naturaleza política o militar del delito, la posible discriminación, o el riesgo de persecución o vulneración de derechos fundamentales en el país reclamante.
No se concede la extradición por delitos políticos, militares ni cuando la solicitud se fundamenta en motivos discriminatorios o de represalia. Por regla general, España no extradita a sus propios nacionales fuera de la Unión Europea; sin embargo, sí es posible la entrega de ciudadanos españoles dentro del ámbito europeo mediante la Orden Europea de Detención y Entrega (OEDE), procedimiento que agiliza la cooperación judicial entre Estados miembros.
El procedimiento de extradición puede extenderse desde algunos meses hasta superar el año, dependiendo de la complejidad del caso y la existencia de recursos. La oposición a la extradición requiere una defensa especializada, centrada en aspectos como la prescripción, la doble incriminación, la situación personal del reclamado o posibles vulneraciones de derechos.
España mantiene acuerdos bilaterales y multilaterales de extradición con la mayoría de países europeos, latinoamericanos y otros estados. Cada solicitud requiere comprobar la existencia y el alcance del acuerdo aplicable.

## Extradición por delitos políticos
No se concede la extradición por delitos políticos, porque estos dejan de serlo al atravesar una frontera. Como ilustra el jurista José Irureta Goyena: “en el Estado a cuyas leyes se ampara, el delincuente político no representa un peligro; y en el Estado de cuyos gobernantes se escapa, no existe justicia que le ofrezca garantías”. 
La doctrina llama “delitos políticos puros” a los que son delitos contra la organización política interna y el gobierno de un Estado, y que no contienen elemento alguno de delincuencia común y por otro lado están los llamados “delitos políticos relativos” que son infracciones en las cuales un delito común está involucrado o conectado con el acto inspirado en un móvil político.